# نظارة المنشية
قرية نظارة المنشية هي إحدى القرى التابعة لمركز الرحمانية في محافظة البحيرة في جمهورية مصر العربية. حسب إحصاءات سنة 2006، بلغ إجمالي السكان في نظارة المنشية 3931 نسمة، منهم 1962 رجل و1969 امرأة.